# 尉遲迥
尉遲迥（516年—580年9月11日），字薄居羅，一作居罗，代人，河南郡洛阳县（今河南省洛阳市东）人，父尉迟俟兜，母昌乐大长公主，周太祖宇文泰的外甥，爵封蜀國公，官拜相州（今河南安陽）總管。

## 生平
蕭梁侯景之亂爆發後，武陵王蕭紀在蜀稱帝，率眾向東進攻位於江陵的梁元帝。梁元帝大懼，向西魏宇文泰求救，希望其出兵伐蜀。宇文泰於是派尉遲迥率眾伐蜀。尉遲迥一路勢如破竹。蕭紀任命的益州刺史蕭撝與蕭紀之子宜都王萧圆肃向尉遲迥投降。平蜀之後，西魏任命尉遲迥為大都督、益潼等十八州諸軍事、益州刺史。宇文覺建立北周後，以尉遲迥有平蜀之功，封其為寧蜀公。
北周大象二年五月己酉日（580年6月22日），北周宣帝宇文贇病逝，静帝宇文衍年幼，外戚左丞相杨堅专政，并派人代替尉迟迥相州总管之职。尉遲迥不滿楊堅專權，聯合鄖州（今湖北安陸）總管司馬消難、益州總管王謙先後起兵反楊，以皇叔祖赵王宇文招留在封地的小儿子为主，十天之內，連下衛州、滄州等數城。楊堅以上柱國韋孝寬、王誼等出兵討伐。韦孝宽来到武陟（今河南武陟）时，正逢夏天七月，沁水（今山西、河南境沁河）大涨，兩軍皆無法渡河，不得不隔水遥相对峙。尉迟迥派其子尉迟惇率军十万进抵武德（今河南武陟东南），在沁水东岸布阵二十余里，這時韦孝宽军心不稳，流言四起。有人密告杨坚说尉迟迥已用金钱收买了前线将领梁士彥、宇文忻、崔弘度等人，楊堅命崔仲方、刘昉、郑译前往監軍，遭到三人拒絕。
這時丞相府司录高颎自願前往監軍。高颎命人在沁水上架桥，尉迟惇在上流纵火筏烧桥，高颎則命人填土以阻火筏。孝宽命大军迅速前进，渡过沁水。八月庚午（580年9月11日），韋孝寬破尉遲迥於鄴城（今河北臨漳西南），尉遲迥逃上城樓，武乡公崔弘度追至，尉遲迥兵敗自殺身亡，死前犹自痛骂杨坚不止。楊堅下令焚燬鄴城。

## 身后
唐朝武德年间，尉迟迥的侄孙库部员外郎尉迟耆福上表请求改葬尉迟迥，朝廷商议尉迟迥忠于北周皇室，唐高祖诏令同意，赐给尉迟家丝织品一百匹。
贞观年间，唐太宗诏令追录用前代忠诚的子孙为官，尉迟迥的曾孙尉迟文礼上诉说：“尉迟迥忠于北周皇室，被隋朝诛杀。”太常卿江夏王李道宗等人商议，都认为尉迟迥为北周死节，应该甄别录用他的子孙。褚遂良上奏说：“观看史书，只有拯救君主的危难才是忠诚，不拯救就是叛逆。春秋时期赵穿杀死晋灵公，赵盾身为正卿，不讨伐贼人，太史写下：‘赵盾杀死了他的国君。’从这里说，尉迟迥受到北周重用，听闻杨坚做丞相，只是在邺城布置士兵，向南和南陈联络，向北和突厥联系，按兵不动六十多天，不拯救国家危难，免除罪恶就够幸运了，如果称之为忠诚耿直，臣深深的疑惑。”大臣们商议后都同意褚遂良的观点。

## 家庭

### 兄弟
- 尉迟纲，北周柱国、吴武公

### 妻妾
- 金明公主，西魏文帝元宝炬长女
- 王氏，继室

### 子女
- 尉遲谊，北周开府、朔州刺史、资中郡公
- 尉遲宽，北周大将军、长乐郡公，早卒
- 尉遲顺，北周上柱国、胙国公
- 尉遲惇，北周军正下大夫、魏安郡公
- 尉遲祐，北周西都郡公
- 尉迟氏，金明公主所生，嫁北周仪同、松滋公拓跋兢，封回洛县君[6]
- 尉迟氏，第三女，嫁北周骠骑大将军、开府仪同三司、东京司宪中大夫、文安县开国公周韪，封邓宁郡君

### 孙女
- 尉遲炽繁，西阳公宇文温之妻，后为北周宣帝宇文赟皇后
- 尉迟氏，父不详，杨坚后宫，被独孤皇后所杀[7][8]

## 延伸阅读
[在维基数据编辑]
 《周書·卷21》，出自令狐德棻《周書》
 《北史/卷062》，出自李延壽《北史》